# Bathyraja leucomelanos
Bathyraja leucomelanos là một loài cá đuối, có quan hệ gần gũi với loài Bathyraja spinicauda. Nơi phân bố của loài này chưa được xác định cụ thể, tuy vậy mẫu gốc của loài B. leucomelanos được thu thập tại Bãi ngầm Coriolis, về phía tây Nouvelle-Calédonie vào năm 2002. Mẫu vật này là của một cá thể đực có tổng chiều dài 888 milimét (35 in) còn đĩa thân của nó có kích thước 608 mm (24 in). Hầu hết phần lưng cá có màu trắng, đĩa thân và viền đuôi có màu đen. Bụng cá có màu đen.
Đuôi của loài B. leucomelanos có 18 gai mọc theo hướng bên, lưng cá có vẩy tấm, trong khi mặt bụng thì không.